# Kasang Padang
Kasang Padang is een bestuurslaag in het regentschap Rokan Hulu van de provincie Riau, Indonesië. Kasang Padang telt 3073 inwoners (volkstelling 2010).